# Pavel Složil
Pavel Složil (nacido el 29 de diciembre de 1955) es un exjugador profesional de tenis de Checoslovaquia.
Složil obtuvo más victorias en la categoría de dobles. Durante su carrera ganó 32 títulos de dobles y además fue vicecampeón 29 veces, incluyendo el Abierto de Francia de 1984.
Slozil y su pareja, Renata Tomanová (también de Checoslovaquia), ganaron el Abierto de Francia de Dobles Mixtos de 1788, derrotando a Virginia Ruzici (Rumania) y Patrice Domínguez (Francia). El campeonato de dobles mixtos era un evento importante en aquellos días, disputado por los mejores jugadores, como John McEnroe y Mary Carrillo que habían ganado al año anterior.
En 1985, Složil alcanzó el n.º 4, su mayor posición en la clasificación mundial de dobles.
Složil participó en once Copas Davis representando a Checoslovaquia , de 1978 a 1986, consiguiendo un récord de 7-2 en dobles y un récord de 4-2 en individuales. Fue miembro del equipo ganador checo de la Copa Davis en 1980, junto con sus compañeros de equipo Ivan Lendl, Tomáš Šmíd y Jan Kodeš.
Složil fue el entrenador de Steffi Graf desde mediados de 1986 hasta finales de 1991. Poco después del inicio de su mandato como entrenador de Graf, tuvo su año decisivo para el Grand Slam en 1987, ganando seis torneos y derrotando a Martina Navratilova en el Abierto de Francia. Graf llegó a ser finalista en Wimbledon y el US Open, perdiendo en ambas ocasiones a Navratilova. El próximo año, Graf logró un calendar year's Grand Slam, una hazaña conseguida solo dos veces antes. Ella también ganó en los Juegos Olímpicos de 1988 en la categorías individual y el Wimbledon de Damas dobles de ese mismo año.
A partir de 1987 hasta 1991, entrenado por Složil, Graf ganó diez campeonatos de Grand Slam, ganando el Abierto de Australia (1988-89-90), el Abierto de Francia (1987-88), Wimbledon (1988-89-91) y el Abierto de Estados Unidos(1988-89), además de numerosos torneos menores.
Posteriormente se desempeñó como entrenador de Jennifer Capriati, Anna Kournikova y Magdalena Maleeva entre 1992 y 1999. En 2002, empezó a trabajar en el World Tennis Club en Naples, Florida. Se desempeña allí como director de tenis y continúa dando clases de tenis a una amplia gama de jugadores.

## Títulos de dobles (32)
| Resultado  | Núm. | Fecha | Campeonato                  | Superficie    | Compañero/a       | Adversario en la final                   | Puntuación en la final  |
| ---------- | ---- | ----- | --------------------------- | ------------- | ----------------- | ---------------------------------------- | ----------------------- |
| Subcampeón | 1.   | 1978  | Kitzbühel, Austria          | Tierra batida | Pavel Hutka       | Mike Fishbach Chris Lewis                | 7–6, 4–6, 3–6           |
| Subcampeón | 2.   | 1978  | Madrid, Spain               | Tierra batida | Tomáš Šmíd        | Wojtek Fibak Jan Kodeš                   | 7–6, 1–6, 2–6           |
| Subcampeón | 3.   | 1979  | Nice, France                | Tierra batida | Tomáš Šmíd        | Peter McNamara Paul McNamee              | 1–6, 6–3, 2–6           |
| Subcampeón | 4.   | 1979  | Florence, Italy             | Tierra batida | Ivan Lendl        | Paolo Bertolucci Adriano Panatta         | 4–6, 3–6                |
| Subcampeón | 5.   | 1979  | Stuttgart Outdoor, Germany  | Tierra batida | Wojtek Fibak      | Colin Dowdeswell Frew McMillan           | 4–6, 2–6, 6–2, 4–6      |
| Subcampeón | 6.   | 1979  | Cologne, Germany            | Dura (i)      | Heinz GüntDurat   | Gene Mayer Stan Smith                    | 3–6, 4–6                |
| Subcampeón | 7.   | 1980  | Vienna, Austria             | Tierra batida | Tomáš Šmíd        | Gianni Ocleppo Christophe Roger-Vasselin | DEF                     |
| Subcampeón | 8.   | 1980  | Barcelona, Spain            | Tierra batida | Balázs Taróczy    | Steve Denton Ivan Lendl                  | 2–6, 7–6, 3–6           |
| Subcampeón | 9.   | 1980  | Vienna, Austria             | Dura (i)      | Heinz GüntDurat   | Robert Lutz Stan Smith                   | 1–6, 2–6                |
| Subcampeón | 10.  | 1981  | Linz, Austria               | Dura (i)      | Brad Drewett      | Anders Järryd Hans Simonsson             | 4–6, 6–7                |
| Subcampeón | 11.  | 1981  | Nice, France                | Tierra batida | Chris Lewis       | Yannick Noah Pascal Portes               | 6–4, 3–6, 4–6           |
| Subcampeón | 12.  | 1981  | Monte Carlo, Mónaco         | Tierra batida | Tomáš Šmíd        | Heinz GüntDurat Balázs Taróczy           | 3–6, 3–6                |
| Campeón    | 1.   | 1981  | Florence, Italy             | Tierra batida | Raúl Ramírez      | Paolo Bertolucci Adriano Panatta         | 6–3, 3–6, 6–3           |
| Campeón    | 2.   | 1981  | Boston, U.S.                | Tierra batida | Raúl Ramírez      | Hans Gildemeister Andrés Gómez           | 6–4, 7–6                |
| Subcampeón | 13.  | 1981  | Washington D. C., U.S.      | Tierra batida | Ferdi Taygan      | Raúl Ramírez Van Winitsky                | 7–5, 6–7, 6–7           |
| Subcampeón | 14.  | 1981  | North Conway, U.S.          | Tierra batida | Ferdi Taygan      | Heinz GüntDurat Peter McNamara           | 5–7, 4–6                |
| Subcampeón | 15.  | 1981  | Geneva, Switzerland         | Tierra batida | Tomáš Šmíd        | Heinz GüntDurat Balázs Taróczy           | 4–6, 6–3, 2–6           |
| Subcampeón | 16.  | 1981  | Basel, Switzerland          | Dura (i)      | Markus GüntDurat  | José Luis Clerc Ilie Năstase             | 6–7, 7–6, 6–7           |
| Campeón    | 3.   | 1982  | Genova WCT, Italy           | Moqueta       | Tomáš Šmíd        | Mike Cahill Buster Mottram               | 6–7, 7–5, 6–3           |
| Campeón    | 4.   | 1982  | Brussels, Belgium           | Dura (i)      | Sherwood Stewart  | Tracy Delatte Chris Dunk                 | 6–4, 6–7, 7–5           |
| Campeón    | 5.   | 1982  | Madrid, Spain               | Tierra batida | Tomáš Šmíd        | Heinz GüntDurat Balázs Taróczy           | 6–1, 3–6, 9–7           |
| Campeón    | 6.   | 1982  | Hamburg, Germany            | Tierra batida | Tomáš Šmíd        | Anders Järryd Hans Simonsson             | 6–4, 6–3                |
| Subcampeón | 17.  | 1982  | Kitzbühel, Austria          | Tierra batida | Rod Frawley       | Mark Edmondson Kim Warwick               | 6–4, 4–6, 3–6           |
| Subcampeón | 18.  | 1982  | Cap d'Agde WCT, France      | Tierra batida | Tomáš Šmíd        | Andy Andrews Drew Gitlin                 | 2–6, 4–6                |
| Campeón    | 7.   | 1982  | Geneva, Switzerland         | Tierra batida | Tomáš Šmíd        | Carl Limberger Mike Myburg               | 6–4, 6–0                |
| Subcampeón | 19.  | 1982  | Basel, Switzerland          | Dura (i)      | Fritz Buehning    | Henri Leconte Yannick Noah               | 2–6, 2–6                |
| Campeón    | 8.   | 1982  | Vienna, Austria             | Moqueta       | Henri Leconte     | Mark Dickson Terry Moor                  | 6–1, 7–6                |
| Campeón    | 9.   | 1982  | Dortmund WCT, Germany       | Moqueta       | Tomáš Šmíd        | Mike Cahill Francisco González           | 6–2, 6–7, 6–1           |
| Campeón    | 10.  | 1982  | Toulouse, France            | Moqueta       | Tomáš Šmíd        | Jean-Louis Haillet Yannick Noah          | 6–4, 6–4                |
| Campeón    | 11.  | 1983  | Richmond WCT, U.S.          | Moqueta       | Tomáš Šmíd        | Fritz Buehning Brian Teacher             | 6–2, 6–4                |
| Campeón    | 12.  | 1983  | Delray Beach WCT, U.S.      | Tierra batida | Tomáš Šmíd        | Anand Amritraj Johan Kriek               | 7–6, 6–4                |
| Subcampeón | 20.  | 1983  | Róterdam, Netherlands       | Dura (i)      | Peter Fleming     | Fritz Buehning Tom Gullikson             | 6–7, 6–4, 6–7           |
| Campeón    | 13.  | 1983  | Milán, Italy                | Moqueta       | Tomáš Šmíd        | Fritz Buehning Peter Fleming             | 6–2, 5–7, 6–4           |
| Subcampeón | 21.  | 1983  | Lisbon, Portugal            | Tierra batida | Ferdi Taygan      | Carlos Kirmayr Cassio Motta              | 5–7, 4–6                |
| Campeón    | 14.  | 1983  | Madrid, Spain               | Tierra batida | Heinz GüntDurat   | Markus GüntDurat Zoltan Kuharszky        | 6–3, 6–3                |
| Campeón    | 15.  | 1983  | Múnich, Germany             | Tierra batida | Chris Lewis       | Anders Järryd Tomáš Šmíd                 | 6–4, 6–2                |
| Campeón    | 16.  | 1983  | Gstaad, Switzerland         | Tierra batida | Tomáš Šmíd        | Colin Dowdeswell Wojtek Fibak            | 6–7, 6–4, 6–2           |
| Subcampeón | 22.  | 1983  | Stuttgart Outdoor, Germany  | Tierra batida | Tomáš Šmíd        | Anand Amritraj Mike Bauer                | 6–4, 3–6, 2–6           |
| Campeón    | 17.  | 1983  | Kitzbühel, Austria          | Tierra batida | Wojtek Fibak      | Colin Dowdeswell Zoltan Kuharszky        | 7–5, 6–2                |
| Campeón    | 18.  | 1983  | Basel, Switzerland          | Dura (i)      | Tomáš Šmíd        | Stefan Edberg Florin Segărceanu          | 6–1, 3–6, 7–6           |
| Campeón    | 19.  | 1983  | Toulouse, France            | Dura (i)      | Heinz GüntDurat   | Bernard Mitton Butch Walts               | 5–7, 7–5, 6–4           |
| Campeón    | 20.  | 1984  | Masters Doubles WCT, London | Moqueta       | Tomáš Šmíd        | Anders Järryd Hans Simonsson             | 1–6, 6–3, 3–6, 6–1, 6–3 |
| Campeón    | 21.  | 1984  | Milán, Italy                | Moqueta       | Tomáš Šmíd        | Kevin Curren Steve Denton                | 6–4, 6–3                |
| Subcampeón | 23.  | 1984  | French Open, París          | Tierra batida | Tomáš Šmíd        | Henri Leconte Yannick Noah               | 4–6, 6–2, 6–3, 3–6, 2–6 |
| Campeón    | 22.  | 1984  | Washington D. C., U.S.      | Tierra batida | Ferdi Taygan      | Drew Gitlin Blaine Willenborg            | 7–6, 6–1                |
| Campeón    | 23.  | 1984  | Bordeaux, France            | Tierra batida | Blaine Willenborg | Loïc Courteau Guy Forget                 | 6–1, 6–4                |
| Campeón    | 24.  | 1984  | Barcelona, Spain            | Tierra batida | Tomáš Šmíd        | Martín Jaite Víctor Pecci                | 6–2, 6–0                |
| Campeón    | 25.  | 1984  | Basel, Switzerland          | Dura (i)      | Tomáš Šmíd        | Stefan Edberg Tim Wilkison               | 7–6, 6–2                |
| Subcampeón | 24.  | 1984  | Wembley, England            | Moqueta       | Tomáš Šmíd        | Andrés Gómez Ivan Lendl                  | 2–6, 2–6                |
| Campeón    | 26.  | 1984  | Treviso, Italy              | Tierra batida | Tim Wilkison      | Jan Gunnarsson Sherwood Stewart          | 6–2, 6–3                |
| Subcampeón | 25.  | 1984  | Toulouse, France            | Dura (i)      | Tim Wilkison      | Jan Gunnarsson Michael Mortensen         | 4–6, 2–6                |
| Subcampeón | 26.  | 1984  | Masters, New York           | Moqueta       | Tomáš Šmíd        | Peter Fleming John McEnroe               | 2–6, 2–6                |
| Campeón    | 27.  | 1985  | Memphis, U.S.               | Moqueta       | Tomáš Šmíd        | Kevin Curren Steve Denton                | 1–6, 6–3, 6–4           |
| Campeón    | 28.  | 1985  | Róterdam, Netherlands       | Moqueta       | Tomáš Šmíd        | Vitas Gerulaitis Paul McNamee            | 6–4, 6–4                |
| Campeón    | 29.  | 1985  | Monte Carlo, Mónaco         | Tierra batida | Tomáš Šmíd        | Shlomo Glickstein Shahar Perkiss         | 6–2, 6–3                |
| Campeón    | 30.  | 1985  | Nice, France                | Tierra batida | Claudio Panatta   | Loïc Courteau Guy Forget                 | 3–6, 6–3, 8–6           |
| Subcampeón | 27.  | 1985  | Indianápolis, U.S.          | Tierra batida | Kim Warwick       | Ken Flach Robert Seguso                  | 4–6, 4–6                |
| Subcampeón | 28.  | 1985  | Toulouse, France            | Dura (i)      | Tomáš Šmíd        | Ricardo Acuña Jakob Hlasek               | 6–3, 2–6, 7–9           |
| Campeón    | 31.  | 1986  | Nice, France                | Tierra batida | Jakob Hlasek      | Gary Donnelly Colin Dowdeswell           | 6–3, 4–6, 11–9          |
| Campeón    | 32.  | 1986  | Saint Vincent, Italy        | Tierra batida | Libor Pimek       | Bud Cox Michael Fancutt                  | 6–3, 6–3                |
| Subcampeón | 29.  | 1986  | Toulouse, France            | Dura (i)      | Jakob Hlasek      | Miloslav Mečíř Tomáš Šmíd                | 2–6, 6–3, 4–6           |

## Títulos individuales (2)
| Resultado  | Núm. | Fecha | Campeonato               | Superficie    | Adversario en la final | Puntuación en la final |
| ---------- | ---- | ----- | ------------------------ | ------------- | ---------------------- | ---------------------- |
| Subcampeón | 1.   | 1979  | Kitzbühel, Austria       | Tierra batida | Vitas Gerulaitis       | 2–6, 2–6, 4–6          |
| Ganador    | 1.   | 1981  | Nancy, Francia           | Duro (i)      | Ilie Năstase           | 6–2, 7–5               |
| Subcampeón | 2.   | 1983  | Delray Playa WCT, EE.UU. | Tierra batida | Guillermo Vilas        | 1–6, 4–6, 0–6          |
| Subcampeón | 3.   | 1984  | Viena, Austria           | Duro (i)      | Tim Wilkison           | 1–6, 1–6, 2–6          |
| Ganador    | 2.   | 1985  | Kitzbühel, Austria       | Tierra batida | Michael Westphal       | 7–5, 6–2               |